# Рафа (футболист)
Рафаэль Гонсалес Роблес (исп. Rafael González Robles; род. 25 октября 1970, Авилес) — испанский футболист, выступавший на позиции вратаря. В настоящее время работает тренером вратарей в английском клубе «Астон Вилла».

## Клубная карьера
Рафа начинал свою карьеру в клубе «Реал Авилес» из своего родного города. В своём первом сезоне за клуб он сыграл лишь один матч, но уже во втором своём взрослом сезоне стал первым номером команды, отыграв двадцать семь встреч. В 1992 году Рафа перешёл в «Реал Овьедо» из Примеры. В этой команде вратарь играл нечасто, за пять сезонов он сыграл лишь шесть матчей. В 1997 году Рафа перешёл в «Малагу», которая играла тогда в Сегунде Б. Два года Рафа был основным голкипером «Малаги», и за это время клуб вернулся в Примеру. После выхода в высший дивизион «Малага» купила вратарей Педро Контрераса и Франсеска Арнау, а Рафа стал третьим вратарём команды и редко выходил на поле. В сезоне 2002/03 игрок сыграл за «Малагу» два матча (один — в Примере, другой — в победном для клуба кубке Интертото), а после окончания сезона покинул команду. В течение нескольких сезонов вратарь играл за разные клубы из второй и третьей лиг Испании, в сезоне 2006/07 был резервным голкипером английского клуба «Ковентри Сити», а затем Рафа закончил карьеру игрока. С 2007 года он является тренером вратарей английской команды «Астон Вилла».

## Карьера в сборной
В 1991 году Рафа провёл три матча за молодёжную сборную Испании (до 23 лет).

## Достижения
- Победитель Сегунды Б (1): 1997/98
- Победитель Сегунды (1): 1998/99
- Обладатель кубка Интертото (1): 2002/03